# Cinevilla
Cinevilla és una àrea de rodatge a l'exterior situat a Tukums, Letònia, i va ser creat especialment per poder rodar les escenes a l'aire lliure a la pel·lícula Rīgas sargi. És l'única àrea de rodatge a Letònia, i consta de rèpliques d'edificis històrics i construccions de la ciutat de Riga. Té un petit canal que s'assembla als molls fluvials del riu Daugava al barri vell de Riga. També hi ha rèpliques del Pont de Pedra, així com els ponts històrics de Lübeck.
Cinevilla és una atracció important i és l'únic exemple d'escenaris a l'aire lliure en gran escala als estats bàltics. L'any 2008 Jānis Streičs hi va rodar la pel·lícula Rudolf's Gold simulant una alqueria de Curlàndia.